# Società Sportiva Lazio 1965-1966
Questa voce raccoglie le informazioni riguardanti la Società Sportiva Lazio nelle competizioni ufficiali della stagione 1965-1966.

## Stagione
La Lazio nella Serie A 1965-1966 si classificò al dodicesimo posto con 29 punti, a pari merito con Foggia e Atalanta. In Coppa Italia la squadra fu eliminata al terzo turno della fase eliminatoria dal Catanzaro.

## Organigramma societario
Area direttiva
- Commissario straordinario: Gian Chiarion Casoni fino a novembre
- Presidente: Umberto Lenzini

Area tecnica
- Allenatore: Umberto Mannocci

## Rosa
| N. |                      | Ruolo | Calciatore       |
| -- | -------------------- | ----- | ---------------- |
|    | Italia (bandiera)    | P     | Idilio Cei       |
|    | Italia (bandiera)    | P     | Roberto Gori     |
|    | Italia (bandiera)    | D     | Piero Dotti      |
|    | Italia (bandiera)    | D     | Vincenzo Gasperi |
|    | Italia (bandiera)    | D     | Pierluigi Pagni  |
|    | Italia (bandiera)    | D     | Giampiero Vitali |
|    | Italia (bandiera)    | D     | Diego Zanetti    |
|    | Turchia (bandiera)   | C     | Can Bartu        |
|    | Italia (bandiera)    | C     | Paolo Carosi     |
|    | Danimarca (bandiera) | C     | Kurt Christensen |
|    | Italia (bandiera)    | C     | Nello Governato  |

| N. |                   | Ruolo | Calciatore                  |
| -- | ----------------- | ----- | --------------------------- |
|    | Italia (bandiera) | C     | Alberto Mari                |
|    | Italia (bandiera) | C     | Vincenzo Proietti Farinelli |
|    | Italia (bandiera) | C     | Giovanni Sacco              |
|    | Italia (bandiera) | A     | Giancarlo Bellisari         |
|    | Italia (bandiera) | A     | Nicola Ciccolo              |
|    | Italia (bandiera) | A     | Vito D'Amato                |
|    | Italia (bandiera) | A     | Carlo Galli                 |
|    | Italia (bandiera) | A     | Gianfranco Petris           |
|    | Italia (bandiera) | A     | Giampaolo Piaceri           |
|    | Italia (bandiera) | A     | Antonio Renna               |
|    | Italia (bandiera) | A     | Orlando Rozzoni             |

## Calciomercato

### Sessione estiva
| Acquisti | Acquisti        | Acquisti | Acquisti      |
| R.       | Nome            | da       | Modalità      |
| -------- | --------------- | -------- | ------------- |
| D        | Vittorio Pavone | Crotone  | fine prestito |
| C        | Giovanni Sacco  | Juventus | prestito      |
| A        | Nicola Ciccolo  | Mantova  | definitivo    |
| A        | Orlando Rozzoni | Catania  | fine prestito |

| Cessioni | Cessioni           | Cessioni  | Cessioni   |
| R.       | Nome               | a         | Modalità   |
| -------- | ------------------ | --------- | ---------- |
| P        | Pier Luigi Masoni  | Massese   | definitivo |
| D        | Franco Marini      | Catanzaro | definitivo |
| C        | Eugenio Fascetti   | Messina   | definitivo |
| A        | Giuseppe Santonico | Reggina   | definitivo |
| A        | Gianni Sassaroli   | Avellino  | prestito   |

### Sessione autunnale
| Acquisti | Acquisti | Acquisti | Acquisti |
| R.       | Nome     | da       | Modalità |
| -------- | -------- | -------- | -------- |

| Cessioni | Cessioni          | Cessioni | Cessioni      |
| R.       | Nome              | a        | Modalità      |
| -------- | ----------------- | -------- | ------------- |
| A        | Carlo Galli       | -        | fine carriera |
| C        | Kurt Christensen  | Catania  | definitivo    |
| A        | Gianfranco Petris | Trani    | definitivo    |
| A        | Giampaolo Piaceri | Trani    | definitivo    |

## Risultati

### Serie A

#### Girone di andata
| Roma 6 settembre 1965 1ª giornata | Lazio                 | 0 – 0 referto | Milan | Stadio Olimpico\| Arbitro: \| De Marchi (Pordenone) \| |
| Arbitro:                          | De Marchi (Pordenone) |               |       |                                                        |

| Arbitro: | Carminati (Milano) |

|                       |           |                         |
| Meroni 18’ Simoni 78’ | Marcatori | 57’ D'Amato 74’ Ciccolo |

| Arbitro: | De Robbio (Torre Annunziata) |

|                         |           |                |
| D'Amato 37’ Ciccolo 40’ | Marcatori | 77’ Boninsegna |

| Arbitro: | Gonella (Torino) |

|            |           |                    |
| Nocera 45’ | Marcatori | 57’ (rig.) Ciccolo |

| Arbitro: | Righi (Milano) |

|           |           |             |
| Bartu 66’ | Marcatori | 79’ Vastola |

| Arbitro: | Campanati (Milano) |

|  |           |             |
|  | Marcatori | 39’ D'Amato |

| Arbitro: | Marengo (Chiavari) |

|                        |           |              |
| D'Amato 3’ Gasperi 41’ | Marcatori | 79’ Maraschi |

| Bergamo 24 ottobre 1965 8ª giornata | Atalanta          | 0 – 0 referto | Lazio | Stadio Comunale\| Arbitro: \| Roversi (Bologna) \| |
| Arbitro:                            | Roversi (Bologna) |               |       |                                                    |

| Arbitro: | Genel (Trieste) |

|                        |           |                      |
| Vitali 52’ Ciccolo 54’ | Marcatori | 58’ Massei 85’ Muzio |

| Arbitro: | Francescon (Padova) |

|                          |           |             |
| De Paoli 67’ (rig.), 70’ | Marcatori | 59’ D'Amato |

| Arbitro: | Righi (Milano) |

|  |           |              |
|  | Marcatori | 28’ Da Costa |

| Catania 12 dicembre 1965 12ª giornata | Catania        | 0 – 0 referto | Lazio | Stadio Cibali\| Arbitro: \| Righi (Milano) \| |
| Arbitro:                              | Righi (Milano) |               |       |                                               |

| Arbitro: | De Marchi (Pordenone) |

|                          |           |  |
| Greatti 9’ Riva 77’, 82’ | Marcatori |  |

| Arbitro: | Genel (Trieste) |

|                       |           |          |
| Ciccolo 20’ Renna 30’ | Marcatori | 90’ Bean |

| Arbitro: | Roversi (Bologna) |

|                          |           |           |
| Salvi 40’ Frustalupi 79’ | Marcatori | 59’ Sacco |

| Arbitro: | Monti (Ancona) |

|               |           |                                       |
| Governato 78’ | Marcatori | 7’ Domenghini 20’ S. Mazzola 41’ Jair |

| Roma 16 gennaio 1966 17ª giornata | Lazio            | 0 – 0 referto | Fiorentina | Stadio Olimpico\| Arbitro: \| Gonella (Torino) \| |
| Arbitro:                          | Gonella (Torino) |               |            |                                                   |

#### Girone di ritorno
| Arbitro: | Bernardis (Trieste) |

|  |           |                           |
|  | Marcatori | 24’ Governato 51’ D'Amato |

| Arbitro: | Motta (Monza) |

|          |           |  |
| Mari 18’ | Marcatori |  |

| Arbitro: | Francescon (Padova) |

|            |           |          |
| Ossola 70’ | Marcatori | 11’ Mari |

| Arbitro: | Righi (Milano) |

|                       |           |  |
| D'Amato 65’ Sacco 71’ | Marcatori |  |

| Arbitro: | De Marchi (Pordenone) |

|                                          |           |             |
| Perani 10’ Vastola 32’ Haller 80’ (rig.) | Marcatori | 77’ Gasperi |

| Roma 27 febbraio 1966 23ª giornata | Lazio          | 0 – 0 referto | Roma | Stadio Olimpico\| Arbitro: \| Monti (Ancona) \| |
| Arbitro:                           | Monti (Ancona) |               |      |                                                 |

| Arbitro: | Campanati (Milano) |

|                    |           |  |
| Vinício 78’ (rig.) | Marcatori |  |

| Arbitro: | Angonese (Mestre) |

|  |           |            |
|  | Marcatori | 45’ Danova |

| Arbitro: | Bernardis (Trieste) |

|                                 |           |  |
| Massei 19’ (rig.) Innocenti 32’ | Marcatori |  |

| Arbitro: | Varazzani (Parma) |

|  |           |                                  |
|  | Marcatori | 3’ Brülls 83’ Bianchi 89’ Pagani |

| Torino 10 aprile 1966 28ª giornata | Juventus          | 0 – 0 referto | Lazio | Stadio Comunale\| Arbitro: \| Roversi (Bologna) \| |
| Arbitro:                           | Roversi (Bologna) |               |       |                                                    |

| Arbitro: | De Marchi (Pordenone) |

|            |           |            |
| Vitali 33’ | Marcatori | 4’ Fanello |

| Arbitro: | Orlando (Bergamo) |

|                                 |           |              |
| Sacco 29’ Bartu 56’ Rozzoni 89’ | Marcatori | 82’ Gallardo |

| Arbitro: | Gonella (Torino) |

|                     |           |  |
| Cané 26’ Sivori 46’ | Marcatori |  |

| Roma 8 maggio 1966 32ª giornata | Lazio               | 0 – 0 referto | Sampdoria | Stadio Flaminio\| Arbitro: \| Bernardis (Trieste) \| |
| Arbitro:                        | Bernardis (Trieste) |               |           |                                                      |

| Arbitro: | Gonella (Torino) |

|                                                               |           |           |
| Suárez 44’ S. Mazzola 63’ Governato 68’ (aut.) Domenghini 89’ | Marcatori | 58’ Renna |

| Arbitro: | Varazzani (Parma) |

|                           |           |  |
| Brugnera 66’ De Sisti 77’ | Marcatori |  |

### Coppa Italia

#### Turni preliminari
| Arbitro: | Marengo (Chiavari) |

|             |           |                            |
| Bettini 52’ | Marcatori | 27’, 58’ Renna 37’ Ciccolo |

| Arbitro: | Bernardis (Trieste) |

|  |           |           |
|  | Marcatori | 5’ Vitali |

| Arbitro: | Di Tonno (Lecce) |

|                                  |           |          |
| Bonfada 21’ Tribuzio 55’ Bui 83’ | Marcatori | 25’ Mari |

## Statistiche

### Statistiche di squadra
| Competizione         | Punti | In casa | In casa | In casa | In casa | In casa | In casa | In trasferta | In trasferta | In trasferta | In trasferta | In trasferta | In trasferta | Totale | Totale | Totale | Totale | Totale | Totale | DR  |
| Competizione         | Punti | G       | V       | N       | P       | Gf      | Gs      | G            | V            | N            | P            | Gf           | Gs           | G      | V      | N      | P      | Gf     | Gs     | DR  |
| -------------------- | ----- | ------- | ------- | ------- | ------- | ------- | ------- | ------------ | ------------ | ------------ | ------------ | ------------ | ------------ | ------ | ------ | ------ | ------ | ------ | ------ | --- |
| Serie A              | 29    | 17      | 6       | 7       | 4       | 17      | 16      | 17           | 2            | 6            | 9            | 11           | 25           | 34     | 8      | 13     | 13     | 28     | 41     | -13 |
| Coppa Italia         |       | 0       | 0       | 0       | 0       | 0       | 0       | 3            | 2            | 0            | 1            | 5            | 4            | 3      | 2      | 0      | 1      | 5      | 4      | +1  |
| Trofeo Simon Bolivar | 1     | 0       | 0       | 0       | 0       | 0       | 0       | 4            | 0            | 1            | 3            | 2            | 6            | 4      | 0      | 1      | 3      | 2      | 6      | -4  |
| Totale               |       | 17      | 6       | 7       | 4       | 17      | 16      | 24           | 4            | 7            | 13           | 18           | 35           | 41     | 10     | 14     | 17     | 35     | 51     | -16 |

### Statistiche dei giocatori
| Giocatore             | Serie A  | Serie A | Coppa Italia | Coppa Italia | Trofeo Simon Bolivar | Trofeo Simon Bolivar | Totale   | Totale |
| Giocatore             | Presenze | Reti    | Presenze     | Reti         | Presenze             | Reti                 | Presenze | Reti   |
| --------------------- | -------- | ------- | ------------ | ------------ | -------------------- | -------------------- | -------- | ------ |
| G. Bellisari          | 2        | 0       | -            | -            | -                    | -                    | 2        | 0      |
| Can Bartu             | 24       | 2       | 3            | 0            | 2                    | 0                    | 29       | 2      |
| P. Carosi             | 29       | 0       | 3            | 0            | 4                    | 0                    | 36       | 0      |
| I. Cei                | 30       | -32     | 3            | -4           | 3                    | -5                   | 36       | -41    |
| N. Ciccolo            | 27       | 5       | 3            | 1            | -                    | -                    | 30       | 6      |
| K. Christensen        | -        | -       | -            | -            | -                    | -                    | -        | -      |
| V. D'Amato            | 31       | 7       | 3            | 0            | 4                    | 0                    | 38       | 7      |
| C. Di Pucchio         | -        | -       | -            | -            | 2                    | 0                    | 2        | 0      |
| P. Dotti              | 32       | 0       | 3            | 0            | 4                    | 0                    | 39       | 0      |
| C. Galli              | 1        | 0       | 1            | 0            | 4                    | 0                    | 6        | 0      |
| V. Gasperi            | 13       | 2       | 2            | 0            | 4                    | 0                    | 19       | 2      |
| R. Gori               | 5        | -9      | -            | -            | 1                    | -1                   | 6        | -10    |
| N. Governato          | 27       | 2       | 3            | 0            | -                    | -                    | 30       | 2      |
| A. Mari               | 14       | 2       | 2            | 1            | -                    | -                    | 16       | 3      |
| P. Pagni              | 31       | 0       | 2            | 0            | 2                    | 0                    | 35       | 0      |
| G. Petris             | -        | -       | -            | -            | -                    | -                    | -        | -      |
| G. Piaceri            | -        | -       | -            | -            | -                    | -                    | -        | -      |
| V. Proietti Farinelli | 2        | 0       | -            | -            | 3                    | 0                    | 5        | 0      |
| A. Renna              | 17       | 2       | 1            | 2            | 4                    | 1                    | 22       | 5      |
| O. Rozzoni            | 4        | 1       | -            | -            | 3                    | 0                    | 7        | 1      |
| G. Sacco              | 18       | 3       | 1            | 0            | -                    | -                    | 19       | 3      |
| G. Sassaroli          | -        | -       | -            | -            | 2                    | 1                    | 2        | 1      |
| G. Vitali             | 34       | 2       | 3            | 1            | 4                    | 0                    | 41       | 3      |
| D. Zanetti            | 34       | 0       | 2            | 0            | -                    | -                    | 36       | 0      |

## Riserve
La squadra riserve della Lazio ha disputato nella stagione 1964-1965 il Campionato De Martino.

## Rosa
| N. |                    | Ruolo | Calciatore        |
| -- | ------------------ | ----- | ----------------- |
|    | Italia (bandiera)  | P     | Maurizio Girardi  |
|    | Italia (bandiera)  | P     | Roberto Gori      |
|    | Italia (bandiera)  | D     | Aldo Anzuini      |
|    | Italia (bandiera)  | D     | Luigi Bartoli     |
|    | Italia (bandiera)  | D     | Ezio Campidonico  |
|    | Italia (bandiera)  | D     | Piero Dotti       |
|    | Italia (bandiera)  | D     | Vincenzo Gasperi  |
|    | Italia (bandiera)  | D     | Giovanni Masiello |
|    | Italia (bandiera)  | D     | Vittorio Pavone   |
|    | Italia (bandiera)  | D     | Luciano Volpi     |
|    | Italia (bandiera)  | D     | Roberto Vuerich   |
|    | Italia (bandiera)  | D     | Diego Zanetti     |
|    | Turchia (bandiera) | C     | Can Bartu         |
|    | Italia (bandiera)  | C     | Roberto Gagliardi |

| N. |                   | Ruolo | Calciatore                  |
| -- | ----------------- | ----- | --------------------------- |
|    | Italia (bandiera) | C     | Sebastiano Muto             |
|    | Italia (bandiera) | C     | Vincenzo Proietti Farinelli |
|    | Italia (bandiera) | C     | Giovanni Sacco              |
|    | Italia (bandiera) | C     | Luciano Sparacca            |
|    | Italia (bandiera) | A     | Giancarlo Bellisari         |
|    | Italia (bandiera) | A     | Nicola Ciccolo              |
|    | Italia (bandiera) | A     | Alberto Federici            |
|    | Italia (bandiera) | A     | Carlo Galli                 |
|    | Italia (bandiera) | A     | Giuseppe Lorenzetti         |
|    | Italia (bandiera) | A     | Stefano Mazza               |
|    | Italia (bandiera) | A     | Luigi Nobili                |
|    | Italia (bandiera) | A     | Luigi Puccianti             |
|    | Italia (bandiera) | A     | Antonio Renna               |
|    | Italia (bandiera) | A     | Orlando Rozzoni             |